# 이제 개국공신교서
이제 개국공신교서(李濟 開國功臣敎書)는 경상남도 진주시 남성동, 진주성에 있는 조선시대의 국왕문서이다. 
1998년 11월 3일 경상남도의 유형문화재 제340호 태종어제고명서로 지정되었다가, 1999년 6월 19일 대한민국의 보물 제1294호로 지정되었고, 2018년 4월 25일 국보 지정 예고를 거쳐, 2018년 6월 27일 국보 제324호로 승격되었다.

## 개요
조선 태조 원년(1392) 10월에 이성계가 배극렴, 조준 등과 더불어 나라를 세우는데 공을 세운 이제(?∼1398)에게 내린 공신교서이다.
이제는 고려말 조선초의 문신으로 고려시대 고위관료의 자제들에게 시험없이 벼슬을 내리던 음직으로 관직을 시작했다. 이성계의 셋째딸인 경순공주와 결혼하였으며, 태조 2년(1393) 우군절제사에 올랐지만 태조 7년(1398)의 제1차 왕자의 난 때 정도전일파로 몰려 이방원에게 살해당했다.
개국공신교서로서 현재까지 유일하게 전해지고 있어 사료적 가치가 크며, 최초의 공신교서의 형식을 알려주는 귀중한 문서로 평가된다.

## 고려국왕지인
고려사’를 보면 1370년 5월(공민왕 19년) 명 태조가 금으로 만든 인장 하나를 고려로 내려주었는데, 이 인장에 ‘고려국왕지인’(高麗國王之印)이라는 글자가 새겨져 있다는 내용이 나온다. 몇년 전까지만 해도 이 내용은 그저 옛 역사책에 적혀 있는 한 줄의 기록일 뿐 크게 주목하지 않았다. 그러던 어느 날 이 인장이 찍혀 있는 실물 문서가 나타났다. 아무도 알지 못하던 곳에 꽁꽁 숨겨져 있던 것이 아니라, 이미 보물로 지정된 문서에서 새삼스레 확인된 것이다. 바로 보물 제1294호 ‘이제 개국공신교서’(李濟開國功臣敎書)다. 그런데 이 문서는 조선을 개국하고 몇 달이 지난 1392년 10월 발급된 것이었다. 어떻게 조선에서 고려국왕의 인장을 사용했단 말인가. 상식적으로는 납득하기 어려운 일이다.
이성계는 조선의 초대 국왕으로 즉위하는 자리에서 국호를 고려로 유지하고, 제도도 고려의 제도를 그대로 승계할 것을 천명하였다. 사실 조선이라는 국호는 태조가 즉위한 다음 해인 1393년에서야 비로소 쓰였다. 이것이 태조 즉위 초에 고려국왕의 인장이 여전히 사용될 수밖에 없었던 시대 배경이다. ‘태조실록’에 따르면 국호가 조선으로 정해진 해인 1393년 3월9일에 이르러 명 태조로부터 하사받은 ‘고려국왕지인’을 다시 명으로 돌려보냈다고 한다. 새로 나라를 세웠지만, 안팎으로 조심스러운 행보를 취할 수밖에 없었던 조선 초의 분위기를 엿볼 수 있다.

## 국보 승격 사유
‘이제 개국공신교서’는 1392년(태조 1) 태조 이성계가 조선 개국 일등공신 이제(李濟, ?～1398)에게 내린 공신교서이다. 이제는 태조 계비 신덕왕후(神德王后)의 셋째 딸인 경순궁주(慶順宮主)와 혼인한 뒤 이성계를 추대하여 조선을 개국하는 데 큰 역할을 해서 개국공신 1등에 기록된 인물이다.
교서는 국왕이 직접 신하에게 내리는 문서로서, 공신도감(功臣都監)이 국왕의 명에 의해 발급한 녹권(錄券)에 비해 위상이 높다. 조선 초기 개국공신녹권으로는 국보 제232호 ‘이화 개국공신녹권(李和開國功臣錄券)’ 등 8점이 전하고 있으나 개국공신교서로 알려진 사례는 ‘이제 개국공신교서’가 유일하다.
교서에는 이제가 다른 신하들과 대의(大意)를 세워 조선 창업이라는 큰 공을 세우게 된 과정과 가문과 친인척에 내린 포상 내역 등이 기록되어 있다. 끝 부분에는 발급 일자와 ‘고려국왕지인(高麗國王之印)’이라는 어보(御寶)가 찍혀 있다. 이 어보는 1370년(공민왕 19) 명나라에서 내려준 고려왕의 어보로서 조선 개국 초까지 고려 인장을 계속 사용한 사실을 알 수 있다.
이처럼 ‘이제 개국공신교서’는 조선 최초로 발급된 공신교서이자 현재 실물이 공개되어 전하는 유일한 공신교서라는 점에서 조선시대 제도사․법제사 연구의 중요 자료이다. 또한 서예사적 측면에서도 고려 말～조선 초 서예사의 흐름을 반영하고 있어 역사적․학술적 가치가 매우 높다.

## 참고 자료
- 이제 개국공신교서 - 국가유산청 국가유산포털